# 오쓰코역
오쓰코역(일본어: 大津港駅, おおつこうえき)은 일본 이바라키현 기타이바라키시에 있는 동일본 여객철도의 철도역이다. 이바라키현에서 가장 북쪽에 있는 역이다.

## 역 구조
단선 1면 1선과 섬식 1면 2선 구조의 지상역이다. 양 승강장은 과선교로 이어져 있다.
역 업무는 JR 미토 철도 서비스가 대신 하고 있으며, 초록 창구는 오전 6시부터 오후 8시까지 운영하고 있다. 스이카 및 제휴 교통카드의 사용이 가능하다.

### 승강장
| 1 | ■ 조반선 | 상행 | 다카하기 · 히타치 · 미토 · 쓰치우라 · 우에노 방면 |
| 2 | ■ 조반선 | 상행 | 다카하기 · 히타치 · 미토 · 쓰치우라 · 우에노 방면 |
| 2 | ■ 조반선 | 하행 | 이즈미 · 이와키 · 히로노 방면                     |
| 3 | ■ 조반선 | 하행 | 이즈미 · 이와키 · 히로노 방면                     |

## 역세권 정보
- 국도 제6호선
- 이쓰우라 해안

## 역사
- 1897년 2월 25일 ― 닛폰 철도의 역으로 개업했다. 당시 역이름은 "세키모토"였다.
- 1906년 11월 1일 ― 국유화에 따라 일본국유철도의 소속이 되었다.
- 1950년 5월 10일 ― 지금의 "오쓰코 역"으로 이름을 바꾸었다.
- 1987년 4월 1일 ― 민영화에 따라 동일본 여객철도의 소속이 되었다.

## 인접역
| 동일본 여객철도 조반선 | 동일본 여객철도 조반선 | 동일본 여객철도 조반선 |
| ---------------------- | ---------------------- | ---------------------- |
| 이소하라 미토 방면     | ■ 조반선               | 나코소 이와키 방면     |